# 3世紀南京
|        | 南京历史 |
| 世纪： | 前4世纪南京 \| 前3世纪南京 \| 前2世纪南京 \| 前1世纪南京 \| 1世纪南京 \| 2世纪南京 \| 3世纪南京 \| 4世纪南京 \| 5世纪南京 \| 6世纪南京 \| 7世纪南京 \| 8世纪南京 \| 9世纪南京 |

南京于：201年-212年，为孙权占领的汉朝秣陵县；212年-280年，为建业（229年-265年、266-280年为吴都）；280年-281年，为西晋秣陵县；281年-300年，分为建邺和秣陵。

## 大事记

### 210年代
- 211年，孙权从京口迁至秣陵，改湖熟县、江乘县为典农都尉以屯田，设置邮驿以传输文书。
- 212年，孙权改秣陵为建业，筑石头城于今清凉山，“周七里一百步”，沿淮水（今秦淮河）口筑横塘堤，夹淮立栅，名曰栅塘。

### 220年代
- 221年，孙权自宛陵移丹阳郡治于建业，南京始名丹阳。
- 222年，丹阳郡迁治芜湖。
- 223年，置扬州牧，治建业，南京始名扬州。
- 229年，四月，孙权在武昌称帝，国号吴，建元黄龙；九月，孙权移都建业，入孙策将军府称太初宫。

### 230年代
- 230年，派卫温、诸葛直率船从石头城出发，到达夷洲（今台湾），携上千夷洲人返建业；诏立国学，“置都讲祭酒，以教学诸子”。

### 240年代
- 240年，“治城郭，起楼穿堑”，造建业都城，“周回二十里一十九步”，“城设竹篱”；凿城西南水道运渎，南自淮水，通太初宫后仓城，凿东渠名青溪，通城北堑潮沟。
- 241年，正月，大雪，鸟兽死大半。
- 244年，诏置扶南乐署以习乐。
- 245年，孙权发屯兵3万凿破岗渎，筑方山埭，连通秦淮河及江南内河，航道直通吴会（今苏州）。
- 247年，三月，改建太初宫，248年成，“周回三百丈”；造建初寺及阿育王塔。

- 250年，令兵10万开挖涂塘（今六合区），以阻魏兵，又建城堡于瓦梁堰（今安徽），称吴王城。
- 251年，八月，大风拔树三千，江涛涌溢，平地水深八尺。
- 252年，七月，孙权卒，葬于蒋山（今紫金山），称蒋陵；韦昭修《吴书》。
- 258年，诏令兴学，“按旧制置学官，立五经博士”，授以儒家经学。

### 260年代
- 265年，十一月，孙皓迁都武昌（今湖北鄂州）。
- 266年，扬州诸郡之民溯流供给武昌，劳役繁重，山贼施但起兵至建业，旋败；十二月，还都建业。
- 267年，六月，作新宫于太初宫之东，十二月成，“周五百丈，署曰昭明宫”；开北渠，引后湖（今玄武湖）水入宫城，西接运渎。

### 270年代
- 270年，三月，建业天火烧万余家。
- 271年，孙皓携六宫西渡图晋，遇大雪而返。
- 278年，辟苑路，自宫门至朱雀桥，“夹路作府舍”，“列寺七里……屯营栉比，廨署棋布”。

### 280年代
- 280年，三月，晋军南下伐吴，直取建业，入石头城，孙皓降，吴亡；改建业为秣陵县，西南境置临江县。
- 281年，以淮水为界，二分秣陵县，南仍为秣陵，北为建业；改临江县为江宁县，南京始名江宁；合并晋吴两国扬州，治建业，置署冶城山东，即西州城；分丹阳郡置宣城郡，治建业；筑郡城于建业东南五里淮水南，城周一顷。
- 282年，改建业为建邺，南京始名建邺。